# Bessó
|  | Aquest article tracta sobre membres nascuts en parts múltiples. Vegeu-ne altres significats a «Bessons (desambiguació)». |

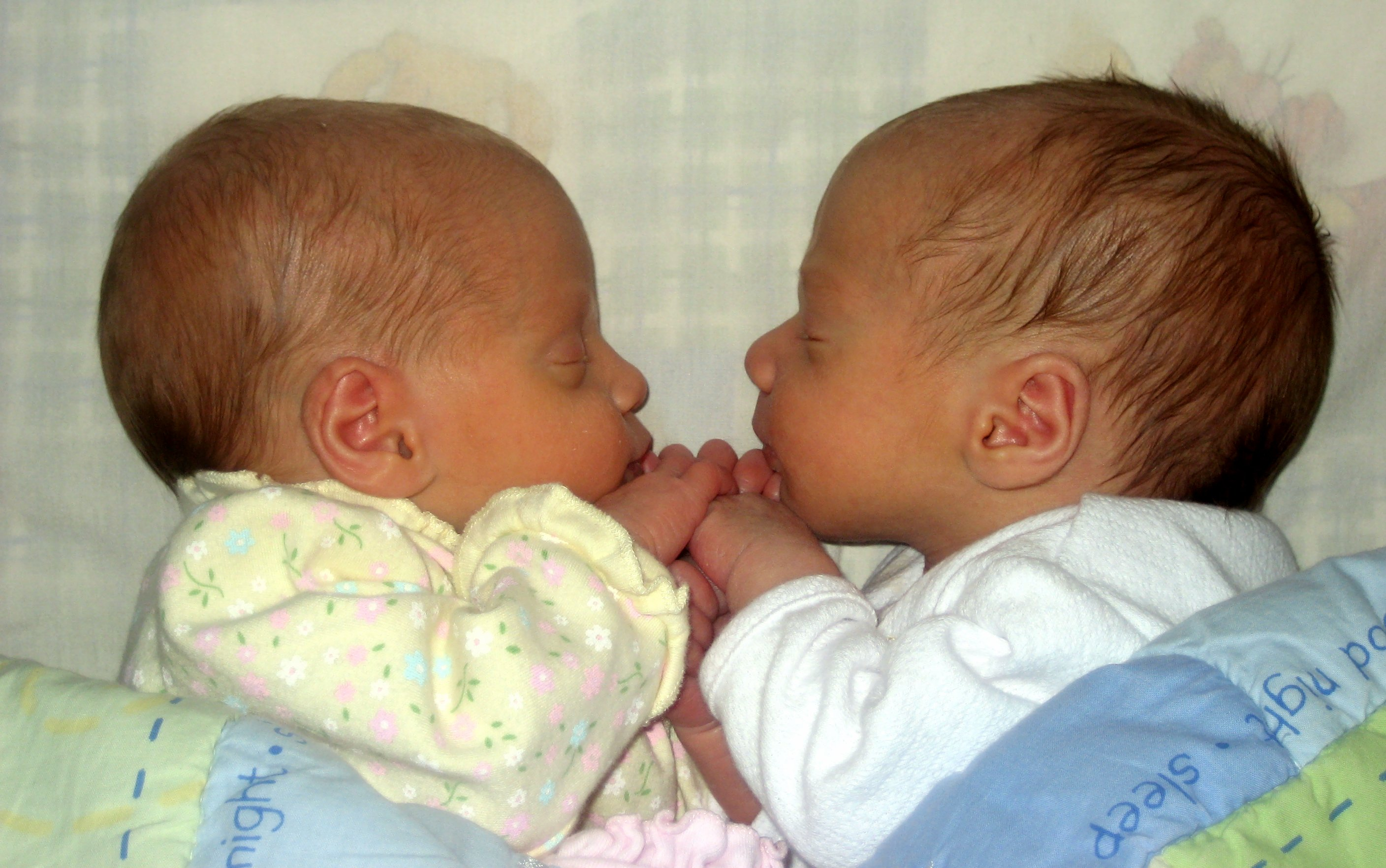
Nadons bessons bivitel·lins

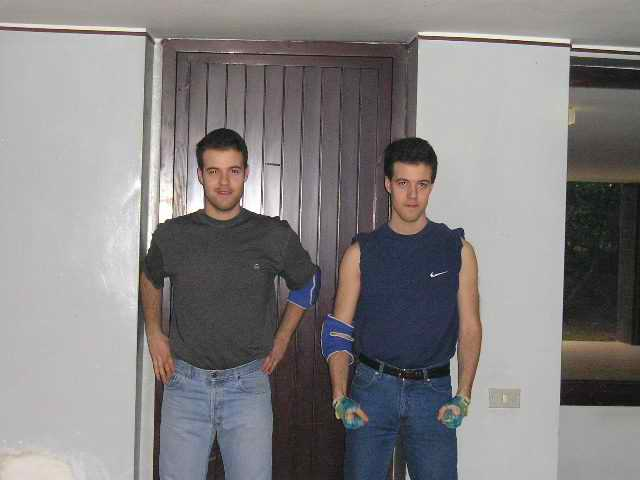
Bessons idèntics

Formació dels diversos tipus de bessons

Bessó, en biologia, designa cadascun dels dos o més membres nascuts en el part d'un embaràs múltiple en aquelles espècies en les quals el part no produeix habitualment més d'un sol individu, com és el cas de l'espècie humana i la major part de les espècies de bestiar.

## Bessons en l'espècie humana
Els bessons són individus que han compartit úter durant l'embaràs i que neixen en el mateix part. Es formen perquè l'òvul s'ha separat en dos i ha format dos embrions. Donada la grandària limitada de la matriu de la mare, els embarassos múltiples no solen completar el termini d'una gestació simple, i el part s'avança a la setmana 37, tres abans del que és comú. Com que els parts prematurs poden tenir conseqüències en la salut dels nadons, els naixements de bessons es tracten amb precaucions suplementàries.
Hi ha factors que predisposen a tenir bessons, com ara antecedents genètics, ús de tècniques de fecundació in vitro o ingestió d'hormones, sobrepès o gran talla de la mare i pertànyer a ètnies com la ioruba o l'hausa, amb un percentatge molt més elevat de bessons que la resta.
Els bessons han estat especialment estudiats per la medicina i la psicologia com a exemple per a provar si determinats trets són genètics o educacionals.

## Univitel·lins i bivitel·lins
Els bessons poden ser de dues menes: 
- Els bessons univitel·lins s'originen quan l'embrió, format per poques cèl·lules, es divideix en dos grups de cèl·lules i origina dos embrions, que comparteixen la placenta. Aquests bessons procedeixen del mateix òvul i del mateix espermatozou i, per tant, tenen els mateixos gens. Són del mateix sexe i sovint són difícils de distingir. També s'anomenen bessons idèntics. Un cas especial de bessons univitel·lins són els siamesos, ja que són bessons que comparteixen alguns òrgans i que la partició de l'embrió no ha estat completa. Excepcionalment, també, l'embrió original es pot dividir en tres embrions.

- Els bessons bivitel·lins es formen quan dos òvuls diferents són fecundats per dos espermatozoides. Només esdevé quan l'ovari expulsa dos òvuls alhora. Cada embrió té la seva placenta, poden ser del mateix sexe o no, i s'assemblen com els germans nascuts de parts diferents. També s'anomenen bessons fraterns.

## Qui és el gran?
Tradicionalment i legalment, n'és el gran el primer en l'ordre de naixença (primogènit). En el codi civil estatal (art. 31) es llegeix: «La prioritat del naixement, en el cas de parts dobles, dona al primer nascut els drets que la llei reconegui al primogènit». En el cas dels bessons dizigòtics que procedeixen de dues fecundacions separades, encara que generalment molt pròximes o gairebé simultànies, l'ordre del part no es relaciona de cap manera específica amb el de la fecundació; aquest ordre depèn dels llocs de nidificació dels respectius embrions en l'endometri uterí, i aquest lloc és aleatori. Neix primer, en condicions normals, el que ha crescut més a prop de la sortida de l'úter.